# Współczesne wymieranie płazów

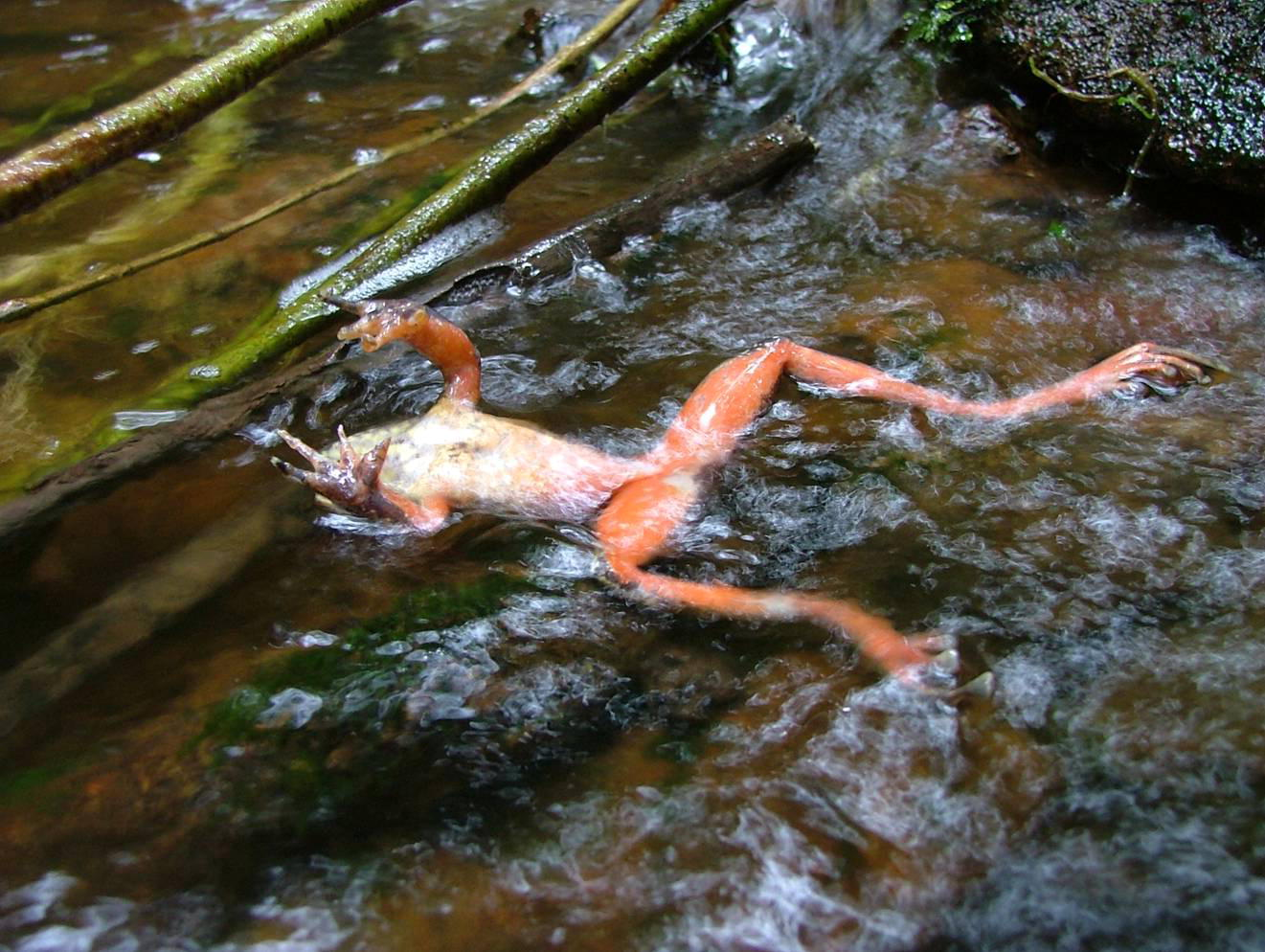
Żaba padła wskutek infekcji grzybowej.

Współczesne wymieranie płazów – obserwowane od lat 80. XX wieku na całym świecie zjawisko przyspieszonego spadku liczebności populacji płazów i wymierania gatunków płazów. Za przyczynę zjawiska uważa się utratę siedlisk, w których występują płazy, nasilone promieniowanie ultrafioletowe, zanieczyszczenie środowiska, ocieplanie klimatu, nadmierną eksploatację populacji przez człowieka oraz epizoocje, zwłaszcza powodowane przez grzyby skoczkowce. Tempo wymierania płazów jest większe niż jakiejkolwiek innej dużej grupy taksonomicznej. Płazy są uznawane przez IUCN za najbardziej zagrożoną dużą grupę taksonomiczną zwierząt.

## Rozpoznanie zjawiska

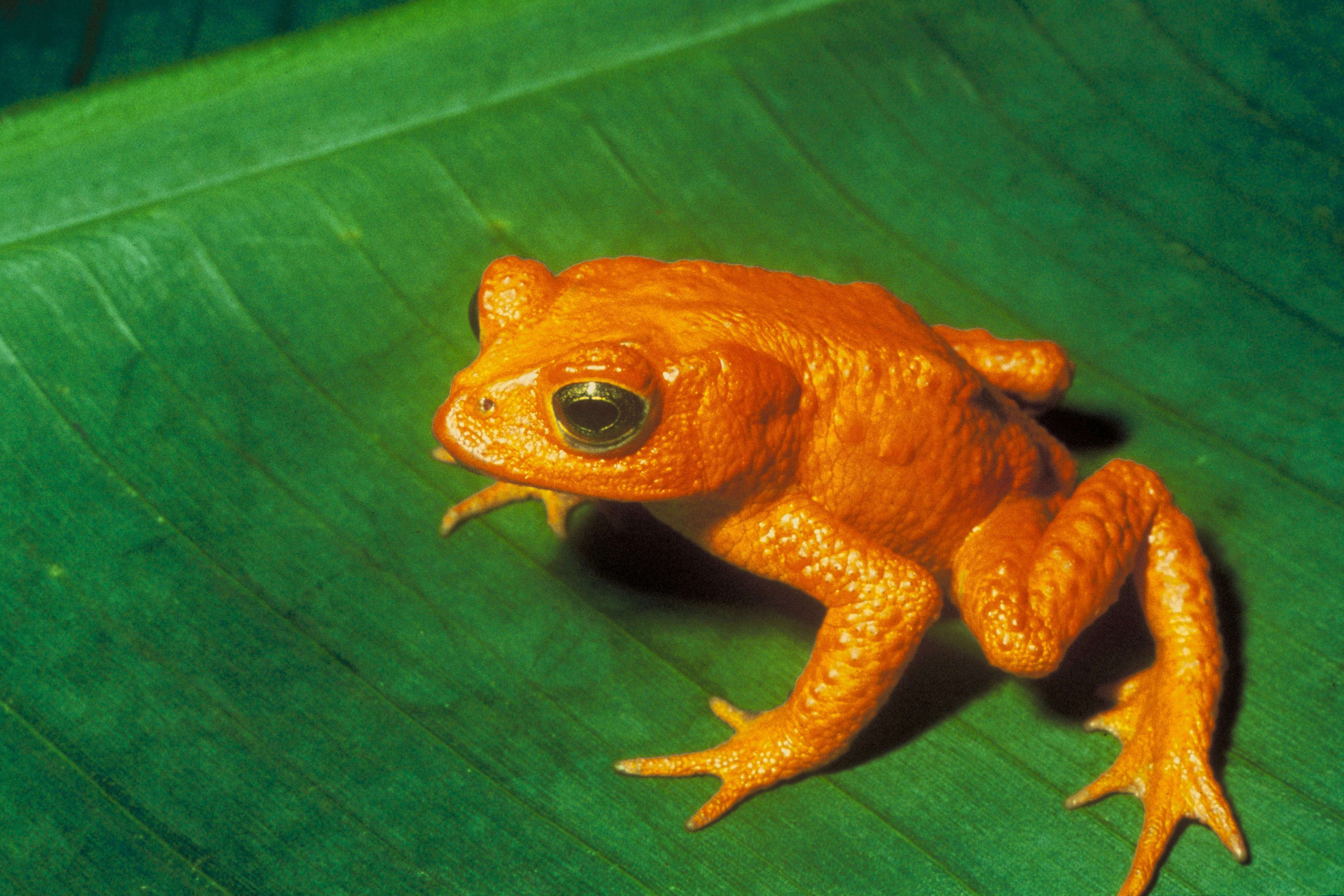
Ropucha złota (Incilius periglenes) z Kostaryki – jedna z pierwszych ofiar i symbol współczesnego wymierania płazów. W Kostaryce ponad 74% gatunków płazów wymarło lub jest zagrożonych, jednocześnie ich naturalne siedlisko – lasy deszczowe – zajmują obecnie 0,2% początkowego areału.

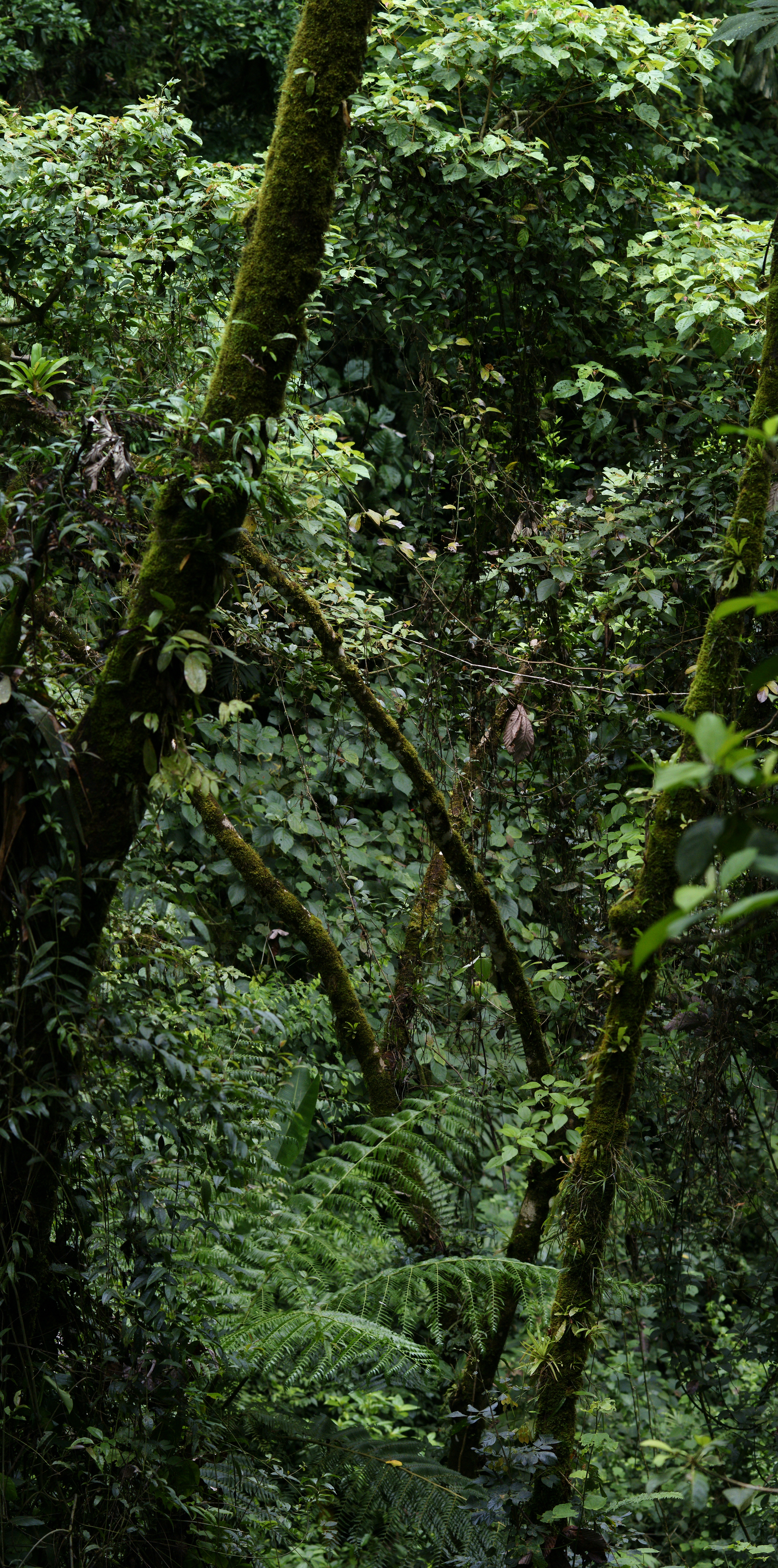
Las deszczowy w okolicach Puentes Colgantes, Arenal Volcano w Kostaryce. W takim środowisku występowała wymarła ropuszka pomarańczowa.

Już w latach 80. ubiegłego wieku naukowcy zaobserwowali nagłe zanikanie dobrze do tamtej pory prosperujących populacji płazów w wielu rejonach świata. Największym echem odbiło się nagłe wyginięcie ropuchy złocistej (Bufo periglenes), zamieszkującej lasy Kostaryki, która była stosunkowo liczna do 1989 roku, ale od tego czasu nie znaleziono żadnego osobnika, czy żab gęborodnych (Rheobatrachidae), występujących w lasach deszczowych w Australii do końca lat 80. XX wieku. Początkowo doniesienia te, jako jednostkowe, wobec braku rozpoznania skali zjawiska, tempa procesu w skali globalnej i możliwości rozróżnienia od tzw. wymierania tła (naturalnego procesu wymierania gatunków) nie pozwalały na wyciągnięcie ogólnych wniosków. Spowodowały jednak, wraz ze spektakularnymi doniesieniami o dramatycznym zwiększeniu częstości występowania zaburzeń rozwojowych w populacjach płazów w rejonach klimatu umiarkowanego, duże zainteresowanie problemem i przyczyniły się do zainicjowania dokładniejszych badań populacji płazów w skali ekosystemowej i globalnej .

## Ilościowy opis zjawiska

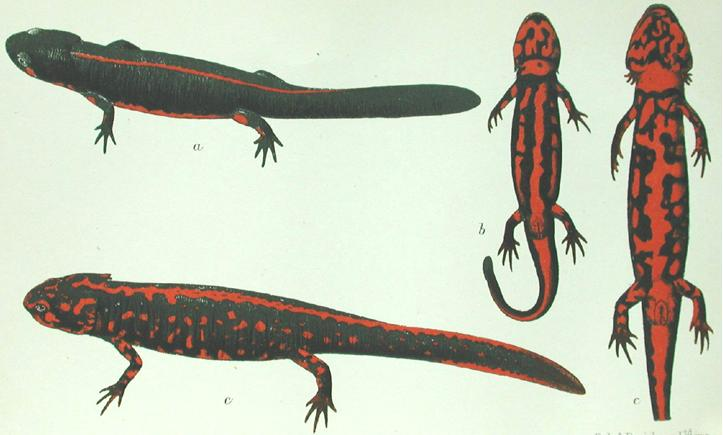
Samica i samiec traszki Hypselotriton wolterstorffi, występującej w prowincji Yunnan (Chiny) – obecnie ten gatunek jest uznany za wymarły.

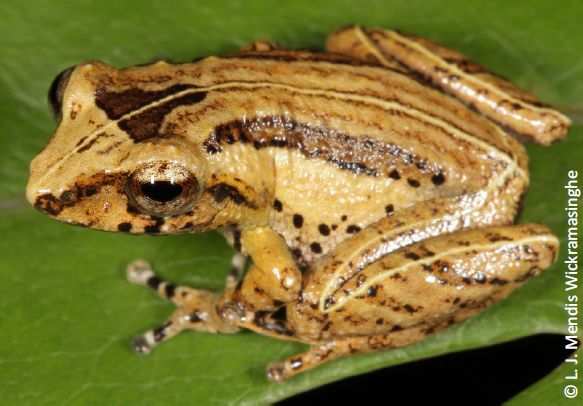
Pseudophilautus hypomelas – gatunek płaza z rodziny Rhacophoridae, który początkowo uznany został za wymarły, jednak niedawno odkryto jego małą (liczącą ok. 40 osobników), izolowaną populację w parku narodowym Peak Wilderness na Sri Lance.

W roku 2004 ponad 650 ekspertów badających płazy z ponad 60 krajów pod egidą IUCN opublikowało globalny raport o stanie i zagrożeniach dla wszystkich gatunków płazów (IUCN: Global Amphibian Assessment) . Raport ten był uaktualniany w latach 2006 i 2008. Wnioski w nim zawarte były alarmujące.

### W skali globalnej
Z ustaleń wynika, że płazy są najbardziej zagrożoną dużą grupą taksonomiczną wśród zwierząt, bardziej zagrożoną niż ssaki czy ptaki – wartość wskaźnika zagrożenia RLI (Red List Index), określająca udział gatunków, którym IUCN przypisało status najmniejszej troski (LC) lub niezagrożony (NT), w danej grupie taksonomicznej, dla płazów przyjmuje najniższe wartości (0,74, podczas gdy np. dla ptaków – 0,92) . Pod względem dynamiki zmian w tak określanym statusie zagrożenia gorsze statystyki (szybszy względny wzrost liczby gatunków wymarłych i zagrożonych) charakteryzują jedynie koralowce . Podkreślić trzeba, że płazy są jedną z najmniej zbadanych grup – aż 1294 gatunków (22,5%) jest zbyt mało poznanych, by można im było nadać status zagrożenia (DD – Data Deficient, brak danych), w porównaniu z 78 gatunkami ptaków (0,8%) i 256 ssaków (5,3%).
Spośród około 7044 znanych gatunków płazów w 2008 roku 32% miało status gatunku zagrożonego wyginięciem lub już wymarłego, dla 25% status zagrożenia nie był określony z powodu braku danych, a 43% gatunków nie było zagrożonych. W roku 2013 oszacowano, że 41% gatunków płazów, w związku z malejącą liczebnością populacji, jest krytycznie zagrożonych (CR), zagrożonych (EN) lub narażonych na wyginięcie (VU) (w bardziej pesymistycznym scenariuszu nawet 56% gatunków płazów można przypisać status CR, EN lub VU), podczas gdy dla gatunków ptaków i ssaków odsetek ten wynosił, odpowiednio 21 i 13% . W czasach historycznych (po 1500 roku) stwierdzono oficjalnie wymarcie 34 gatunków płazów (w porównaniu z 129 gatunkami ptaków i 74 ssaków), przy czym 9 z nich wymarło po roku 1980. Ponadto 122 gatunki są uznawane za prawdopodobnie wymarłe (CR(PE) – nie udało się znaleźć żadnego przedstawiciela gatunku w dotychczas rozpoznanych rejonach występowania, ale też brak jest wyczerpujących badań, w związku z czym istnieje możliwość, że przedstawiciele takiego gatunku bytować mogą w niezbadanych do tej pory okolicach) – z tych 113 zanikło po 1980 roku (według danych z 2014 roku 111 gatunków płazów ma status prawdopodobnie wymarłych, przy czym 63 gatunki spośród zanikło począwszy od lat 80.). 435 gatunków płazów miało w 2004 roku wyższy status zagrożenia, niż na początku lat 80.

### W skali regionalnej

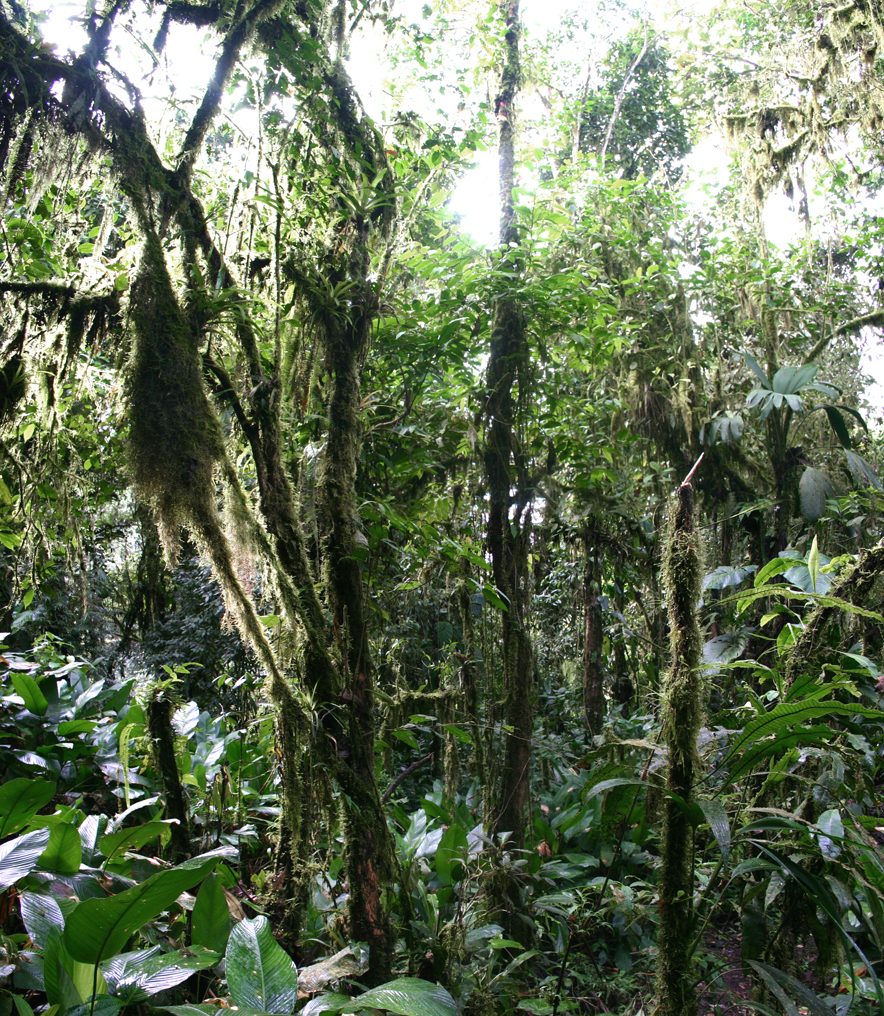
Górski las mglisty w Santa Lucia (Ekwador) – lasy takie są siedliskiem wielu (ok. 2500) gatunków płazów.

Najbardziej zagrożone są płazy w krainie neotropikalnej – aż u 63% gatunków tam występujących w ostatnich latach zaobserwowano gwałtowny spadek liczebności – a także w krainach orientalnej, etiopskiej i australijskiej. Bardziej narażone są gatunki zamieszkujące lasy tropikalne, cieki, zwłaszcza górskie, mniej narażone są gatunki zamieszkujące nizinne wody stojące .
W Palearktyce na 198 znanych gatunków płazów, 6 jest wymarłych lub krytycznie zagrożonych, a 33 mają status zagrożonych lub narażonych na wyginięcie .
Spośród 18 gatunków płazów występujących w Polsce, dwa gatunki (żaba dalmatyńska i traszka grzebieniasta) mają status bliski zagrożenia (NT), status jednego gatunku (kumak nizinny) jest nieokreślony (DD), pozostałe mają status gatunków mniejszej troski (LC). W 2011 roku 13 spośród nich przejawiało (w skali globalnej) trend spadkowy, jeśli chodzi o liczebność populacji, a tylko u 5 nie stwierdzono zmian bądź stwierdzono zwiększenie liczebności populacji. Brakuje jednak kompleksowego oszacowania stanu i trendów liczebności tych gatunków płazów w skali kraju. Ze wstępnych analiz Głównego Inspektoratu Ochrony Środowiska (GIOŚ) wynika, że w roku 2011 stan populacji tylko dwóch krajowych gatunków płazów można było uznać za właściwy, stan populacji 10 gatunków uznano za niezadowalający, w przypadku pozostałych gatunków ze względu na brak wystarczających danych stanu populacji nie udało się określić. Z dokładniejszych badań w południowej części Polski centralnej wynika, że na tym obszarze nastąpił spadek liczby taksonów płazów – średnio o dwa gatunki na danym stanowisku w ciągu ćwierćwiecza – oraz znaczące zmniejszenie liczebności 14 gatunków płazów. Przyczyny spadku liczebności płazów w Polsce (podobnie jak w innych krajach Europy) to głównie zanieczyszczenie środowiska, utrata siedlisk (m.in. wskutek zaburzania stosunków wodnych i urbanizacji) i ich fragmentacja oraz zwiększony ruch kołowy.

### W odniesieniu do taksonów niższej rangi
Największe spadki liczebności oraz największy udział gatunków wykazujących szybkie spadki liczebności, oprócz wspominanej wcześniej wymarłej rodziny Rheobatrachidae, odnotowano w rodzinach ropuchowatych (Bufonidae), Leptodactylidae, rzekotkowatych (Hylidae), u żab właściwych (Ranidae), żab Darwina (Rhinodermatidae) oraz u salamander bezpłucnych (Plethodontidae) i olbrzymich salamander skrytoskrzelnych (Cryptobranchidae).

### Tempo ekstynkcji
Porównanie współczesnego tempa wymierania gatunków płazów z szacunkami tempa wymierania gatunków płazów w przeszłości, określonymi na podstawie zaniku skamieniałości (tzw. wymieranie tła, background extinction rate), wykazało, że jest ono obecnie 211 razy wyższe, zaś jeżeli w obliczeniach uwzględnić nie tylko gatunki wymarłe współcześnie, ale i krytycznie zagrożone, to jest ono wyższe ponad 25 tysięcy razy.

## Przyczyny współczesnego wymierania płazów
Płazy wykazują wiele cech, które mogą czynić je podatnymi na wymieranie. Cykl życiowy płazów odbywa się zarówno w siedliskach wodnych, jak i lądowych, co może ograniczać ich występowanie tylko do obszarów, gdzie obydwa typy siedlisk sąsiadują ze sobą, ponadto naraża je na szerszy zakres potencjalnie szkodliwych czynników środowiskowych niż gatunków związanych z jednym tylko typem siedliska. W początkowych stadiach ontogenezy ich rozwój jest silnie zależny od dostępu do słodkowodnych zbiorników i odpowiedniej wilgotności środowiska, a ekosystemy wodno-błotne są najbardziej narażone na antropopresję. W początkowych stadiach ontogenezy są roślinożerne, jako dorosłe – są drapieżne, różne typy przyjmowanego pokarmu zwiększają spektrum pasożytów, z którymi mogą się zetknąć. Posiadając wilgotną, nagą skórę, która zapewnić musi wymianę gazową, są narażone na szkodliwe promieniowanie, zanieczyszczenie środowiska i przedostawanie się toksyn. Są ektotermiczne, z ograniczoną zdolnością do termoregulacji, co może ograniczać ich zdolność adaptacji do zmian reżymu termicznego w siedliskach. Ponadto w większości zasięgi geograficzne gatunków płazów są niewielkie, co powoduje, że są bardziej narażone na szkodliwe efekty populacyjne związane z niszczeniem i przekształceniem siedlisk. Wreszcie płazy są gatunkami o niewielkich lub małych wymiarach ciała, przez co m.in. ich zdolności dyspersji są ograniczone. Należy jednak podkreślić, że płazy są pierwszymi kręgowcami, które skolonizowały ląd ponad 370 mln lat temu i najwyraźniej te ograniczenia nie przeszkodziły w przetrwaniu wielu różnych linii ewolucyjnych tej gromady aż do czasów współczesnych.
Warto też zauważyć, że nie wszystkie gatunki płazów są w równym stopniu zagrożone. Niektóre gatunki płazów, w związku z cechami je charakteryzującymi (np. agresywnością, twardą skórą, specyficzną historią życia, przydatnością dla człowieka), dokonują ekspansji terytorialnej i ich populacje ulegają powiększeniu, w rezultacie czego często stają się uciążliwymi szkodnikami (jak np. aga Rhinella marina i żaba rycząca Lithobates catesbeianus). Najbardziej zagrożone są gatunki o małych, izolowanych populacjach, zasiedlające siedliska, które są narażone na antropopresję .
Zidentyfikowano wiele czynników, które są lub mogą być odpowiedzialne za obserwowane obecnie przyspieszone wymieranie gatunków płazów i spadek liczebności ich populacji:

### Niszczenie, przekształcanie i fragmentacja siedlisk

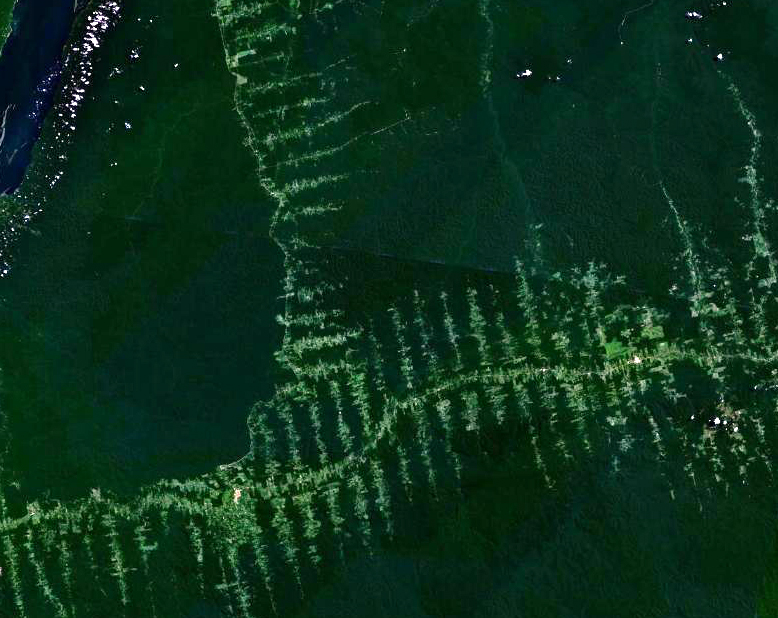
Wyrąb drzew w Amazonii – w widoku z lotu ptaka przybiera charakterystyczną formę „rybiego szkieletu”, co związane jest z powstającymi sieciami dróg, prowadzącymi na zręby.

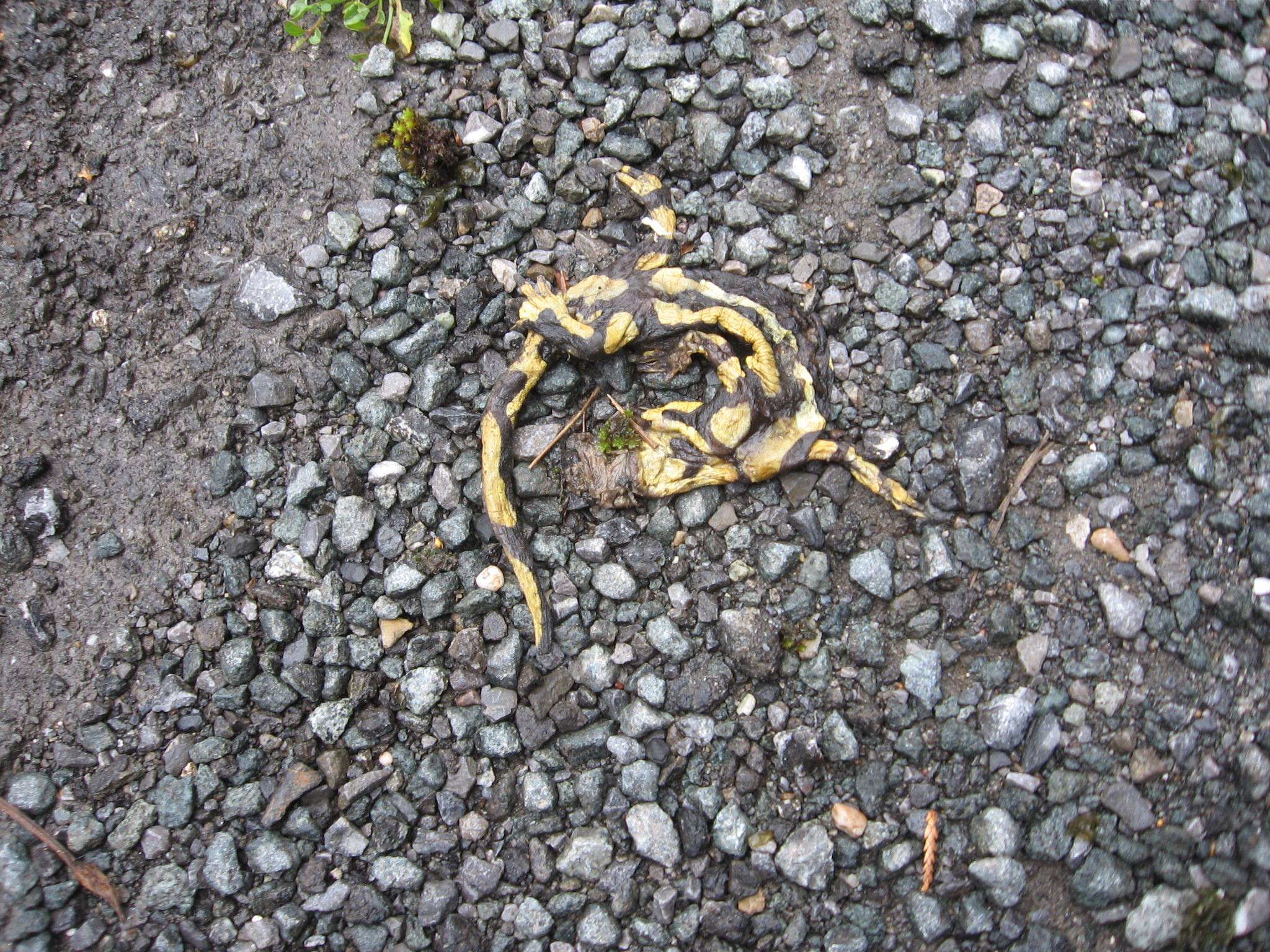
Drogi przecinające korytarze migracji płazów powodują każdego sezonu znaczącą śmiertelność w populacjach płazów. Na zdjęciu salamandra plamista zabita pod kołami na drodze w Sundern (Niemcy).

Utrata i degradacja siedlisk są jednymi z głównych przyczyn ustępowania i wymierania płazów . Wycinanie lasów, przekształcanie terenów podmokłych na pola uprawne, regulacja i przekształcanie cieków oraz urbanizacja powodują, że płazy tracą miejsca, w których mogłyby żyć i rozmnażać się.
Ponad 4699 gatunków płazów (81%) występuje w lasach, przy czym ponad 49% w lasach deszczowych krainy neotropikalnej. Lasy deszczowe są intensywnie eksploatowane w celu pozyskiwania drewna, miejsca dla monokultur (soi, palmy olejowej), pastwisk dla bydła, kopalin. W pierwszej dekadzie XXI w. na świecie wycinano rocznie 12-15 mln hektarów lasów, nasadzenia i naturalne odnowienia lasów nie były w stanie tych ubytków zrównoważyć, tak więc ubytek netto powierzchni lasów wynosił ok. 5 mln ha rocznie. Deforestacja w największym stopniu dotyczyła tych obszarów, w których bogactwo gatunkowe płazów jest największe: Ameryki Łacińskiej (zmniejszenie udziału lasów w całkowitej powierzchni 51 do 47%), Afryki Środkowej (z 50 do 48%), Azji Południowo-Wschodniej (z 56 do 49%), przy czym jednocześnie następowała na tych obszarach zmiana charakteru lasów: z naturalnych lasów pierwotnych w lasy przekształcone antropogenicznie, o zubożonym składzie. W efekcie, liczba zagrożonych gatunków płazów i tempo spadku ich liczebności są w tych rejonach większe niż przeciętnie. Podobnie niszczone są tereny podmokłe w strefie klimatu umiarkowanego, co wiąże się z pozyskiwaniem miejsc pod uprawy i osadnictwo. Wycinka lasów, osuszanie terenów podmokłych, likwidacja małych zbiorników okresowych, stawów i oczek wodnych powoduje, że płazy tracą miejsce dla życia i rozrodu, zmuszane są do dalekich migracji, podczas których narażone są na śmierć. W Kalifornii, w zlewniach, w których więcej niż 8% powierzchni zostało zajęte przez osadnictwo ludzkie, bogactwo gatunkowe płazów znacząco zmalało, a niektóre gatunki, jak np. Rana draytonii, znajdują się na krawędzi wymarcia. Około 85% płazów w rejonach tropikalnych jest zagrożone przez urbanizację, w rejonach klimatu umiarkowanego – 15%. Równie groźna jest fragmentacja siedlisk (np. związana z rozbudową infrastruktury komunikacyjnej), powodująca, że populacje je zamieszkujące są dzielone na mniejsze, izolowane od siebie subpopulacje. Prowadzi to do zwiększenia ryzyka ujawnienia się niekorzystnych efektów genetycznych (chów wsobny, dryf genetyczny) i zwiększonego ryzyka ekstynkcji takich małych populacji z przyczyn czysto losowych. Już wynosząca 10% śmiertelność spowodowana przez ruch drogowy może zagrozić egzystencji populacji płazów, szacuje się, że ten poziom śmiertelności jest przekroczony u 22-73% populacji płazów w niektórych rejonach Stanów Zjednoczonych. Wiele prac wykazało istnienie negatywnej korelacji pomiędzy gęstością sieci drogowej a bogactwem gatunkowym i liczebnością płazów.
Według IUCN degradacja i utrata siedlisk płazów jest największym zagrożeniem dla ich egzystencji, dotyczy ponad 4 tys. gatunków płazów .

### Eksploatacja populacji

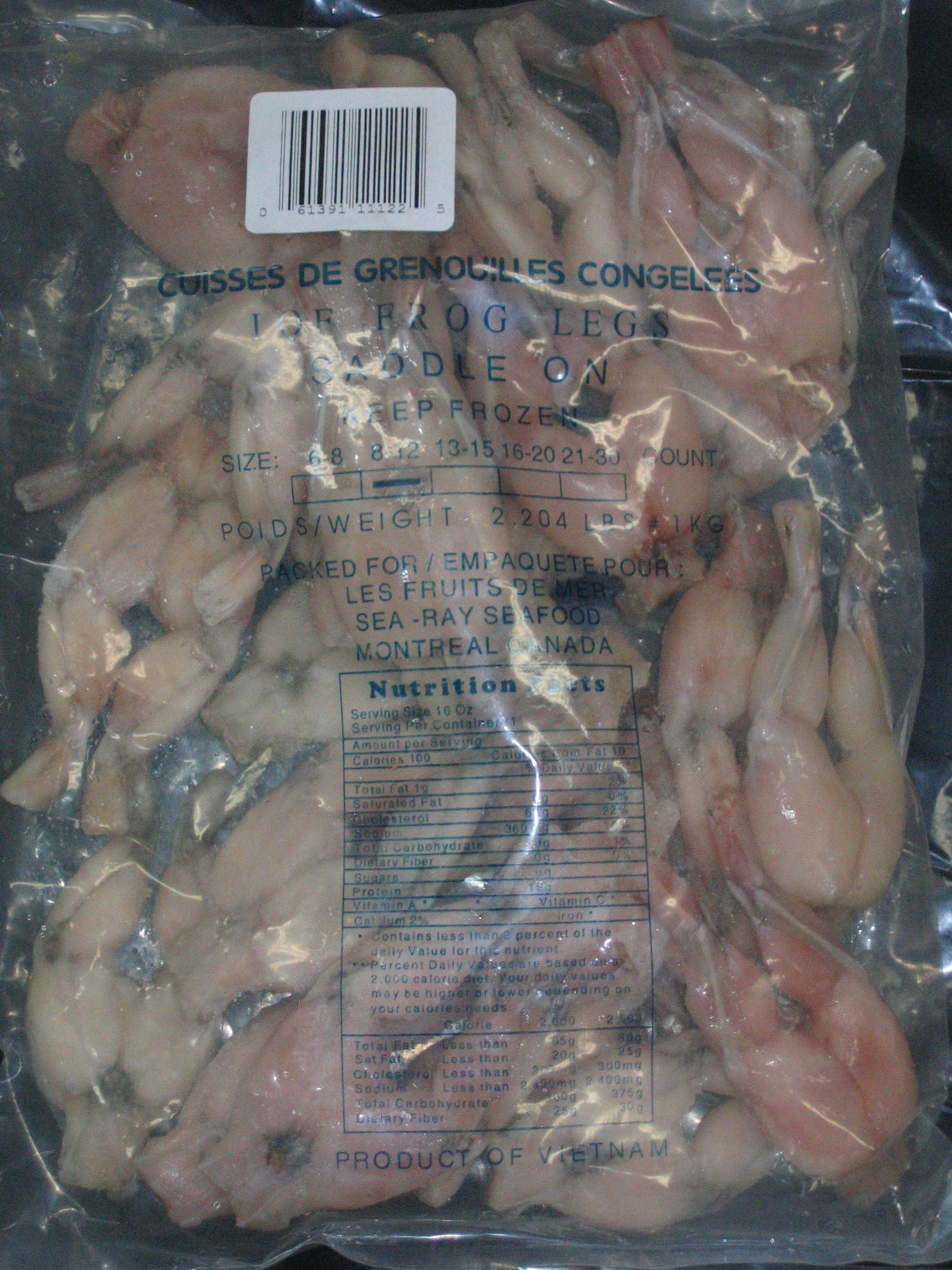
Paczka żabich udek z Wietnamu. Globalny popyt na mięso płazów do celów konsumpcyjnych wykazuje tendencję wzrostową, powoduje to nasilenie eksploatacji populacji płazów.

Wiele gatunków płazów, zwłaszcza z rodziny żab właściwych, poławianych jest w celach konsumpcyjnych oraz przemysłowych (dla pozyskiwania substancji leczniczych) w wielu regionach świata. Mięso żab w niektórych rejonach świata uchodzi za przysmak. W końcu lat 90. XX w. do Europy importowano ponad 9700 ton żabich udek rocznie, a do Stanów Zjednoczonych ok. 2000 ton, brak kompleksowych danych o konsumpcji w krajach Azji Południowo-Wschodniej (według szacunków w samej Indonezji roczne spożycie mięsa płazów w latach 90. XX w. wynosiło co najmniej 11 tys. ton rocznie; z Tajlandii do Hongkongu rocznie wysyła się 6 mln osobników żab z gatunku Hoplobatrachus rugulosus, chwytanych w naturze i przeznaczonych do zjedzenia). Światowy obrót mięsem płazów zmienia charakter, z sezonowego handlu na użytek lokalny na handel globalny, na masową skalę. Popyt w Europie i Stanach Zjednoczonych na płazy nie jest równoważony przez podaż ze źródeł miejscowych (płazów pozyskiwanych z natury i z komercyjnych hodowli). Głównymi eksporterami są państwa Azji Południowo-Wschodniej oraz Ameryki Środkowej i Południowej – te, w których kryzys populacji płazów najmocniej się zaznacza. Do roku 1987 jednym z największych eksporterów mięsa żab były Indie, wtedy jednak handel nim został w tym kraju zakazany, ze względu na spadek liczebności populacji płazów, zagrażający nieograniczonym rozwojem szkodników upraw, tępionych przez płazy. Do spadku liczebności populacji płazów przyczynia się także pozyskiwanie żywych zwierząt z natury i handel nimi jako zwierzętami domowymi.

### Gatunki introdukowane i inwazyjne
Introdukowane i inwazyjne gatunki mogą powodować wypieranie lub ginięcie autochtonicznych gatunków płazów wskutek konkurencji międzygatunkowej lub na skutek modyfikacji lokalnych łańcuchów pokarmowych. Np. wprowadzone przez człowieka do rzek gór Sierra Nevada w Kalifornii łososie pacyficzne (Oncorhynchus mykiss) żerując na kijankach i osobnikach młodocianych, doprowadziły do ekstynkcji lokalnej populacji żaby Rana muscosa. Negatywne efekty w autochtonicznych populacjach płazów stwierdzono także po introdukcjach bassów (Lepomis sp., Micropterus dolomieui), gambuzji (Gambusia affinis) oraz płazów, takich jak aga i żaba rycząca – gatunków agresywnych i zjadających inne płazy. Introdukowane gatunki mogą także pośrednio przyczyniać się do zwiększenia śmiertelności w populacjach płazów, np. poprzez zawlekane z sobą choroby (podejrzewa się, że Batrachochytrium dendrobatidis został rozwleczony po całym świecie wraz z żabą szponiastą, powszechnie wykorzystywaną jako zwierzę laboratoryjne), lub ułatwiając inwazję gatunków obcych poprzez zmianę struktury troficznej ekosystemu (np. bass introdukowany do zbiorników wodnych w Oregonie wytępił drapieżne larwy ważek, które żerując na larwach Lithobates catesbeianus, uniemożliwiały rozrost populacji tej żaby – gdy zabrakło larw ważek, dramatycznie wzrosła liczebność L. catesbeianus i spadła liczebność autochtonicznych płazów).

### Zwiększone promieniowanie UV

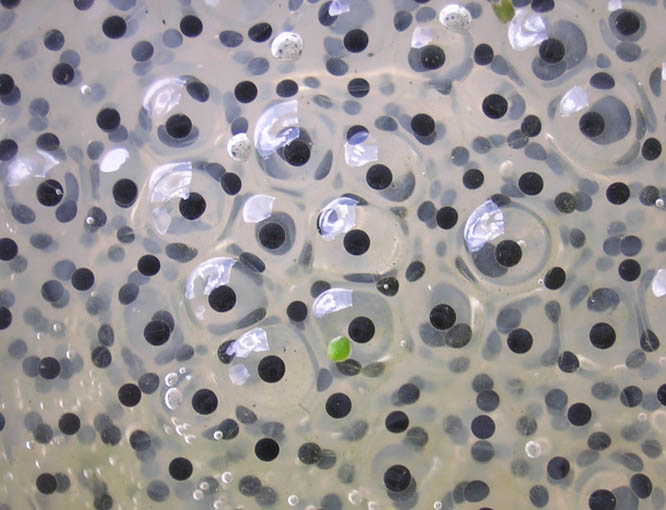
Skrzek żabi. Przezroczyste jaja płazów są narażone na wpływ promieniowania UV, które może powodować mutacje w materiale genetycznym.

Zmniejszanie warstwy ozonowej powoduje wzrost natężenia promieniowania UV-B docierającego do powierzchni Ziemi, które może przyczyniać się do uszkodzeń materiału genetycznego płazów. Naga skóra płazów oraz ich delikatny skrzek są szczególnie wrażliwe na UV – stwierdzono, że nasilone promieniowanie UV powodowało wzrost częstości występowania zaburzeń rozwojowych u zarodków płazów i masowe obumieranie jaj płazów na niektórych obszarach (m.in. w Oregonie) oraz wzrost częstości występowania uszkodzeń wzroku płazów i raka skóry. Jednak negatywny wpływ UV na skrzek i embriony płazów obserwowano tylko w najpłytszej wodzie, w zbiornikach wodnych o dużej przezroczystości, jaja złożone na większej głębokości i kijanki przebywające głębiej nie były narażone, jako że promieniowanie to nie penetruje do głębszych warstw wody. Ponadto na niektórych obszarach i w przypadku niektórych gatunków płazów, zwłaszcza tych posiadających efektywne mechanizmy naprawy uszkodzeń DNA powodowanych przez UV-B (np. cechujących się większą aktywność fotoliazy), nie stwierdzono, by nasilone promieniowanie UV powodowało zwiększoną śmiertelność w populacjach.

### Zanieczyszczenie środowiska
Zanieczyszczenie środowiska (eutrofizacja, zakwaszanie wód, metale ciężkie, pestycydy, PCB) przyczynia się do pogorszenia kondycji płazów. Otoczki jaj i skóra płazów są delikatne i łatwo przepuszczalne dla wody i rozpuszczonych w niej substancji. Płazy, będąc związane zarówno ze środowiskiem wodnym (m.in. ze względu na konieczność rozrodu w wodzie i larwy wodne), jak i lądowym (m.in. ze względu na zdobywanie pożywienia) są szczególnie narażone na zanieczyszczenia i substancje toksyczne pojawiające się w środowisku. Będąc drapieżnikami, są w większym stopniu narażone na negatywne efekty związane z bioakumulacją substancji toksycznych niż przedstawiciele niższych pięter troficznych. Ekspozycja na metale ciężkie powoduje zwiększoną śmiertelność kijanek i osobników dorosłych, zmniejsza przeżywalność osobników hibernujących, powoduje zwiększenie częstości występowania deformacji rozwojowych. Powszechnie stosowane herbicydy (np. glifosat) i insektycydy (np. karbaryl czy malation), zwiększają śmiertelność u kijanek. Nawet jeśli substancje toksyczne nie powodują bezpośrednio śmiertelności wśród płazów, mogą przyczyniać się do wzrostu częstości występowania deformacji rozwojowych (dodatkowe kończyny, zniekształcone narządy zmysłów, np. oczy), zaburzeń rozmnażania lub zwiększenia wrażliwości na patogeny. Niektóre farmaceutyki obecne w ściekach i pestycydy zaburzają proporcje płci w populacjach płazów, powodując przekształcanie samców w samice bądź powstawanie osobników hermafrodytycznych – takie skutki powoduje m.in. atrazyna, indukując aromatazę przekształcającą hormony płciowe męskie w żeńskie. Eutrofizacja siedlisk (zwłaszcza towarzyszące jej zwiększone stężenia jonów amonowych, azotynów i azotanów) również jest wymieniana wśród przyczyn zwiększonej śmiertelności w populacjach płazów. Wrażliwość na zmiany warunków siedliskowych i obecność substancji toksycznych powoduje, że płazy są szczególnie przydatne jako gatunki wskaźnikowe, świadczące o stanie ekosystemu.

### Ocieplanie klimatu
Ocieplanie klimatu i związane z nim zmiany reżymu wodnego mogą wpływać na liczebność populacji płazów. Liczebność ropuchy złocistej, występującej w górskich lasach mglistych Kostaryki, spadała gwałtownie, gdy fluktuacje pogody związane ze zjawiskiem El Niño odepchnęły przynoszące wilgoć mgły. Wykazano, że wzrost średnich temperatur przekłada się na pogorszenie kondycji samic płazów i obniżenie ich przeżywalności.

### Patogeny

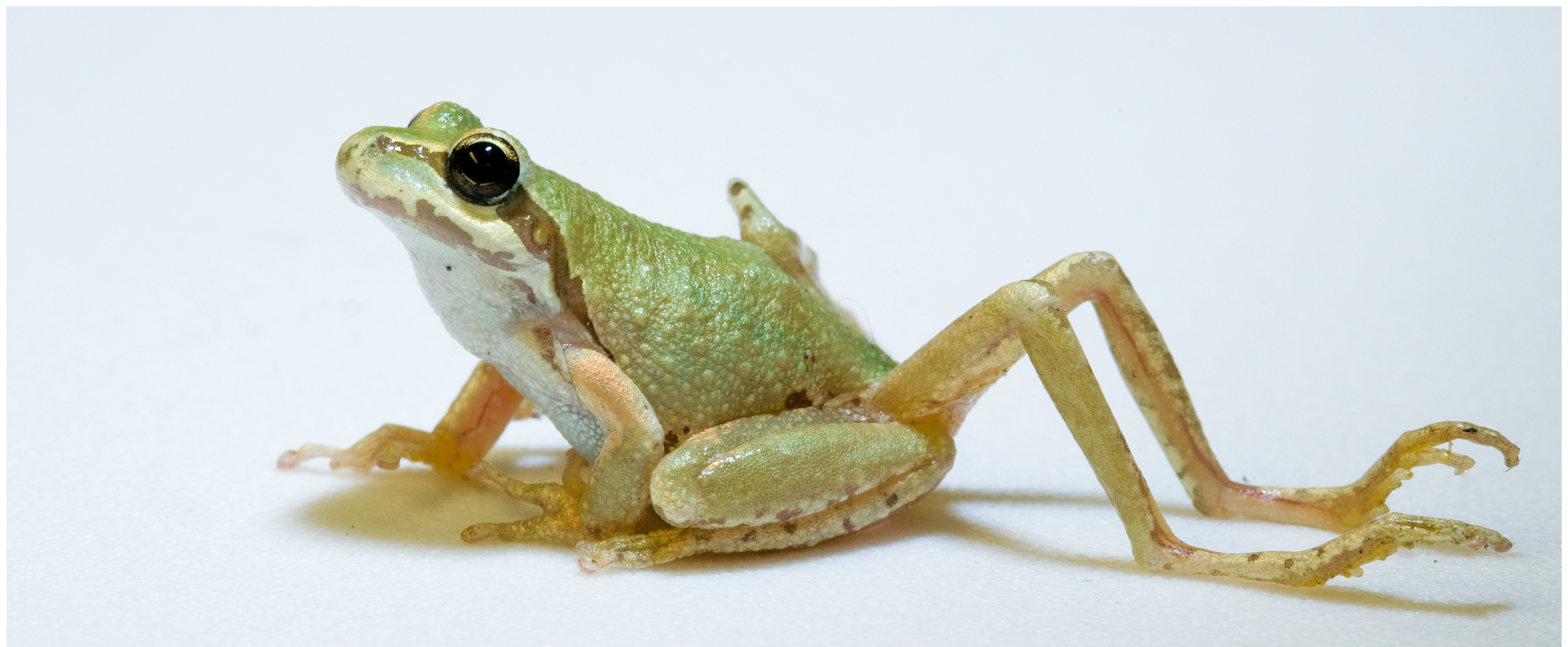
Deformacje rozwojowe ciała (dodatkowa para kończyn tylnych) u przedstawiciela gatunku Pseudacris regilla, spowodowane przez pasożytniczego płazińca Ribeiroia ondatrae. Podobne deformacje są częste także u płazów zamieszkujących siedliska zanieczyszczone przez substancje toksyczne.

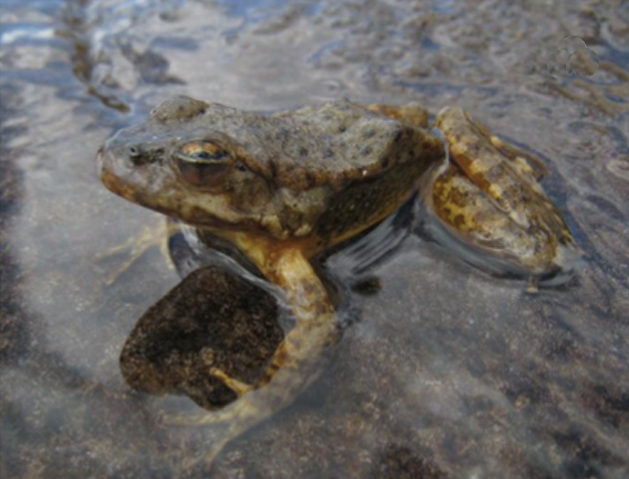
Żaba Rana muscosa z basenu Sixty Lakes w górach Sierra Nevada w Kalifornii, chora na chytridiomykozę.

Płazy są zarażane przez pasożytnicze przywry (Ribeiroia sp., Echinostoma trivolvis), pasożytnicze grzyby (skoczkowce Chytridiomycetes, roztoczkowce Saprolegniales), irydowirusy (Ranavirus sp.), bakterie (Aeromonas hydrophila), które mogą powodować dużą śmiertelność w populacjach płazów i uważane są za jedną z przyczyn ich ustępowania. Największe obawy budzi gwałtownie rozprzestrzeniająca się choroba grzybowa – chytridiomykoza, powodowana przez grzyby z rodzaju Batrachochytrium (Batrachochytrium dendrobatidis pasożytujące na płazach bezogonowych oraz Batrachochytrium salamandrivorans pasożytujące na salamandrach). Powoduje ona nagłe załamanie liczebności całych wielogatunkowych zespołów płazów, zwłaszcza w Ameryce Północnej i Środkowej oraz Australii. Niedawno stwierdzono jej występowanie także w europejskich populacjach płazów. Na zarażenie wrażliwe są zarówno osobniki dorosłe, jak i kijanki płazów. Grzyby rozwijające się w skórze płazów powodują twardnienie skóry, utratę przepuszczalności, zaburzenia w gospodarce wodnej i elektrolitowej, zaburzenia w oddychaniu i w rezultacie, zwykle po kilkunastu dniach, śmierć zarażonego osobnika. Rozprzestrzenianie choroby jest ułatwiane przez działalność człowieka, w wyniku handlu płazami i ich przypadkowych zawleczeń, np. w transportach owoców tropikalnych.

### Efekty synergistyczne
W warunkach naturalnych zazwyczaj wpływ wymienionych czynników nakłada się. O ile osobniki danego gatunku płaza mogą znosić bez większych szkód negatywne wpływy jednego czynnika, to kumulatywne działanie kilku czynników (synergizm) powoduje zwiększoną śmiertelność w populacji. Stres związany z ocieplaniem klimatu spowodował zwiększenie częstości anomalii rozwojowych i wrażliwości na infekcje grzybowe w populacjach płazów z rodzaju Litoria występujących w stanie Queensland w Australii, większe zachmurzenie z kolei (również będące konsekwencją zmian klimatycznych) poprawiło warunki rozwoju grzybów zarażających te płazy, co przełożyło się na gwałtowne zwiększenie śmiertelności. Embriony Rana pipiens, które nie wykazywały wrażliwości na podwyższony poziom UV-B ani na malejące pH środowiska, jednak wystawione na działanie obydwu tych czynników jednocześnie wykazywały zwiększoną śmiertelność. Negatywne efekty zanieczyszczenia środowiska metalami ciężkimi są natomiast dodatkowo potęgowane przez zakwaszenie wód. Podobne synergistyczne efekty wywołują pasożytnicze przywry i substancje toksyczne oraz związana z eutrofizacją wyższa koncentracja biogenów, które nie muszą być śmiertelne same przez się, ale powodują zaburzenia rozwojowe (np. brak kończyn lub powstawanie dodatkowych kończyn), zmniejszające dostosowanie osobników płazów w warunkach naturalnych (np. ograniczając ich ruchliwość i zdolność ucieczki przed drapieżnikami). W siedliskach narażonych na eutrofizację przywry zarażające płazy mają lepsze warunki do rozwoju, m.in. w związku z większą dostępnością żywicieli pośrednich, co przekłada się na zwiększoną infestację płazów. Uważa się, że częstość występowania zaburzeń w zdrowych populacjach płazów nie przekracza 3%, ale w Europie i Ameryce na niektórych obszarach stwierdzono, że ponad 15-30% osobników w populacji wykazuje deformacje rozwojowe.

### Symptomy poprzedzające kryzys populacji
Jak stwierdzono, zanim dojdzie do spadku liczebności danej populacji płazów, osobniki w tej populacji wykazują rozmaite symptomy stresu, m.in. zwiększoną częstość występowania drobnych zaburzeń rozwojowych, takich jak asymetrie w budowie kończyn. Symptomy te poprzedziły o kilkanaście lat wzrost śmiertelności w populacjach dwóch australijskich gatunków z rodziny rzekotkowatych (Hylidae).
Duże zaniepokojenie naukowców wynika z tego, że w przypadku wielu gatunków i wielu rejonów świata nie udało się jednoznacznie stwierdzić przyczyn tak nagłego wymierania płazów. Dla ponad 207 gatunków zagrożonych wyginięciem nie są znane przyczyny gwałtownego spadku liczebności ich populacji. Gwałtowne spadki liczebności płazów odnotowano także na obszarach chronionych, gdzie siedliska nie są zaburzone ani zniszczone, jak np. w Parku Narodowym Yosemite w Stanach Zjednoczonych, Monteverde Cloud Forest Preserve, Kostaryce czy Eungella National Park w Australii. Powoduje to duże trudności w opracowywaniu planów i działań ochronnych, mających zapobiegać ginięciu gatunków płazów i redukcji ich liczebności.

## Ochrona płazów

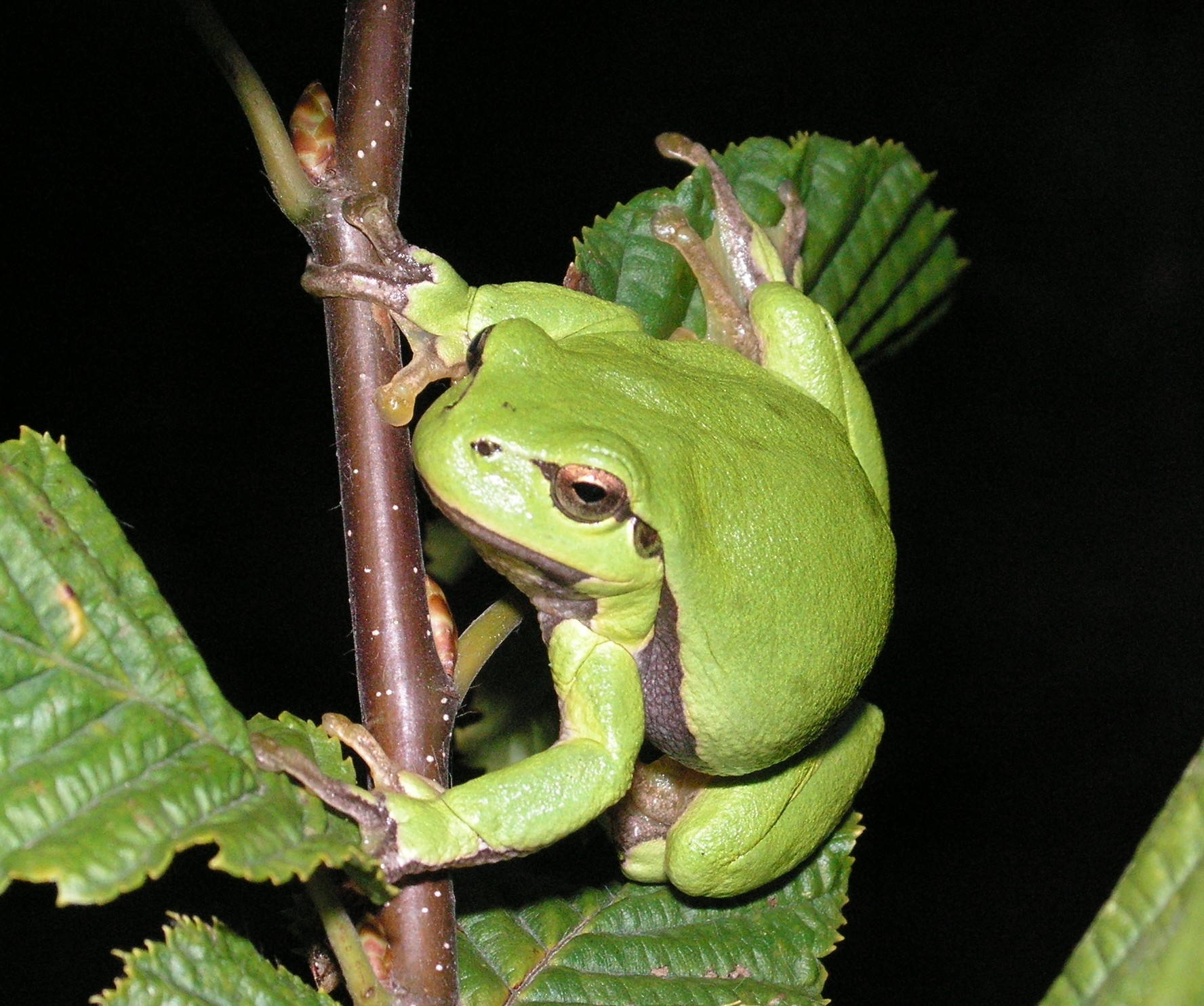
Rzekotka drzewna (Hyla arborea). Liczebność tego gatunku maleje, zwłaszcza w Europie Zachodniej, wskutek zaniku i fragmentacji siedlisk, dlatego jest on podmiotem czynnej ochrony, a jego wizerunek jest często wykorzystywany jako gatunek sztandarowy i logo programów ochronnych. Gatunek, na mocy Konwencji berneńskiej, jest objęty ochroną ścisłą w Europie, ponadto wymieniony jest w dyrektywie siedliskowej jako gatunek będący przedmiotem zainteresowania UE, który wymaga ścisłej ochrony, w Polsce objęty jest ścisłą ochroną gatunkową.

W odpowiedzi na opublikowaną w raporcie Global Amphibian Assessment  ocenę tempa wymierania i skali zagrożeń, jakie dotyczą płazów na całym świecie, podjęto starania w kierunku opracowania i koordynacji planów działań, mających na celu wdrożenie globalnej strategii ochrony płazów. W ramach IUCN powstała specjalna komórka (Declining Amphibian Populations Task Force – DAPFT), w której celach statutowych była m.in. „promocja środków i działań, dzięki którym spadki liczebności płazów mogłyby zostać zahamowane lub odwrócone” . W roku 2005 pod egidą IUCN oraz Conservation International odbył się szczyt Amphibian Coservation Summit, w trakcie którego rozpoczęto prace nad opracowaniem i wdrożeniem takiego projektu, czego wynikiem był opublikowany w 2007 roku plan pt. Amphibian Conservation Action Plan (Plan działań w celu ochrony płazów, ACAP). Zawarto w nim są zalecenia i wskazówki dla rządów państw, samorządów lokalnych, organizacji pozarządowych i naukowców dla opracowywania i implementacji strategii systemowych i konkretnych działań mających chronić płazy.
Podstawą działań ochronnych jest rozpoznanie i inwentaryzacja istniejących gatunków płazów, trendów liczebności ich populacji oraz zagrożeń, a także wyznaczenie celów priorytetowych (gatunków szczególnie zagrożonych, obszarów o kluczowym znaczeniu dla zachowania bioróżnorodności płazów etc., wyznaczenie wskaźników opisujących stan i ciągły monitoring ich zmian). Wiedza w tym zakresie jest w dalszym ciągu niepełna, ciągle odkrywane są nowe gatunki płazów: w ostatnim dwudziestoleciu XX wieku liczba znanych gatunków płazów zwiększyła się o 40%, w latach 2004-2007 odkryto kolejnych 140 gatunków. Autorzy ACAP postulują położenie szczególnego nacisku na uzupełnienie wiedzy w tym zakresie, a także na ciągły monitoring stanu środowiska i kondycji populacji płazów w naturze.
W skali globalnej IUCN oszacowała, że 91% spośród znanych gatunków płazów jest poznanych na tyle dobrze, że było możliwe określenie statusu ich zagrożenia .
Najważniejsze obszary w ochronie globalnej płazów zdefiniowano w zależności od zagrożeń, na jakie narażone są płazy. W planie ACAP najwięcej uwagi poświęcono ochronie siedlisk i tworzeniu sieci ochrony obszarów o znaczeniu kluczowym dla różnorodności biologicznej, gromadzeniu próbek materiału biologicznego płazów, zapobieganiu globalnym zmianom klimatu, ograniczeniu eksploatacji populacji płazów przez człowieka oraz zapobieganiu chorobom trapiącym populacje płazów .

### Formy ochrony

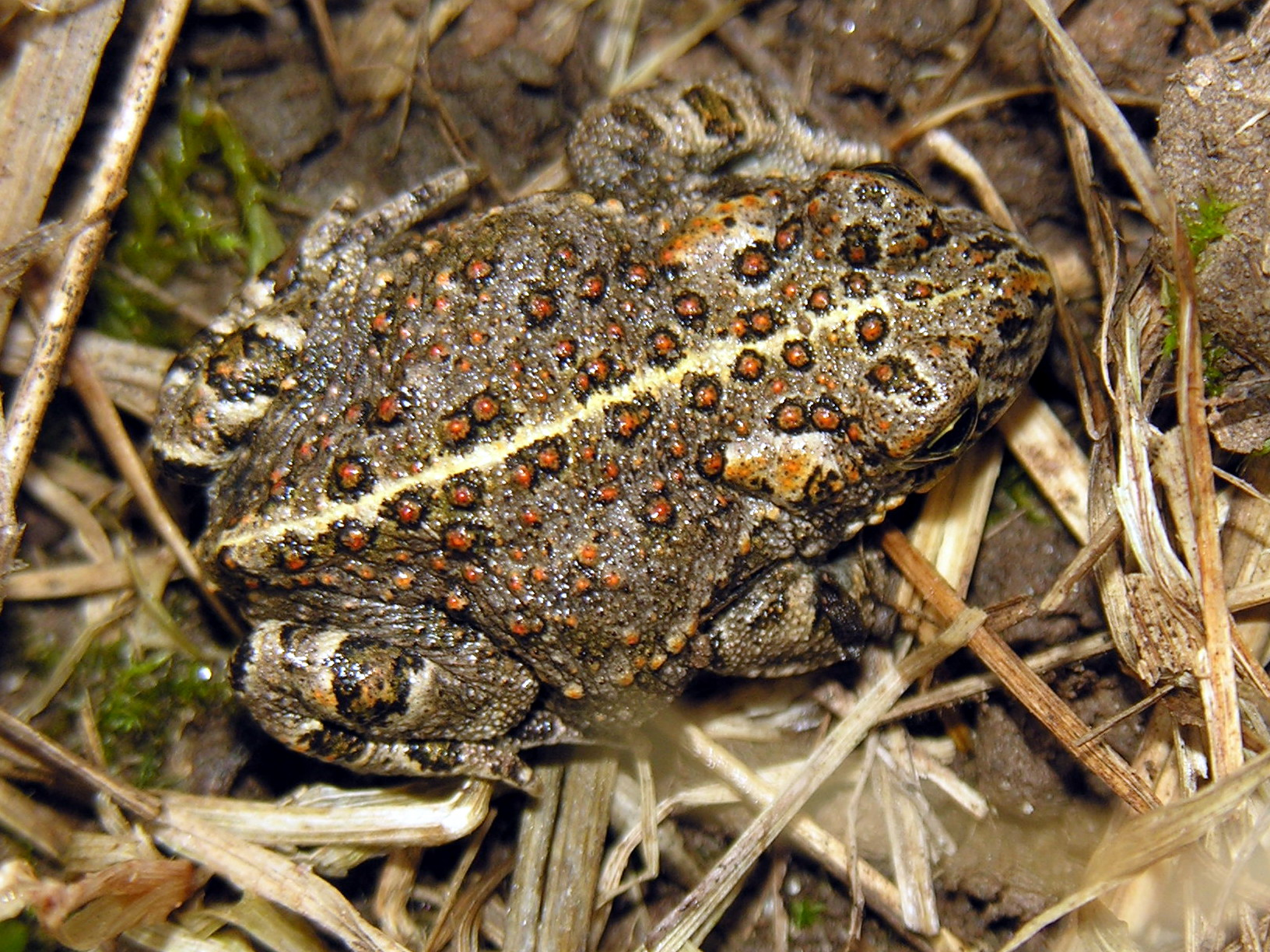
Ropucha paskówka (Epidalea calamita) – jeden z rzadszych gatunków płazów występujący w Polsce. Gatunek chroniony na podstawie Konwencji berneńskiej oraz dyrektywy siedliskowej, w Polsce ropucha paskówka objęta jest ścisłą ochroną gatunkową.

Logo Konwencji Ramsarskiej, umowy międzynarodowej, mającej za zadanie ochronę i utrzymanie w niezmienionym stanie obszarów wodno-błotnych.

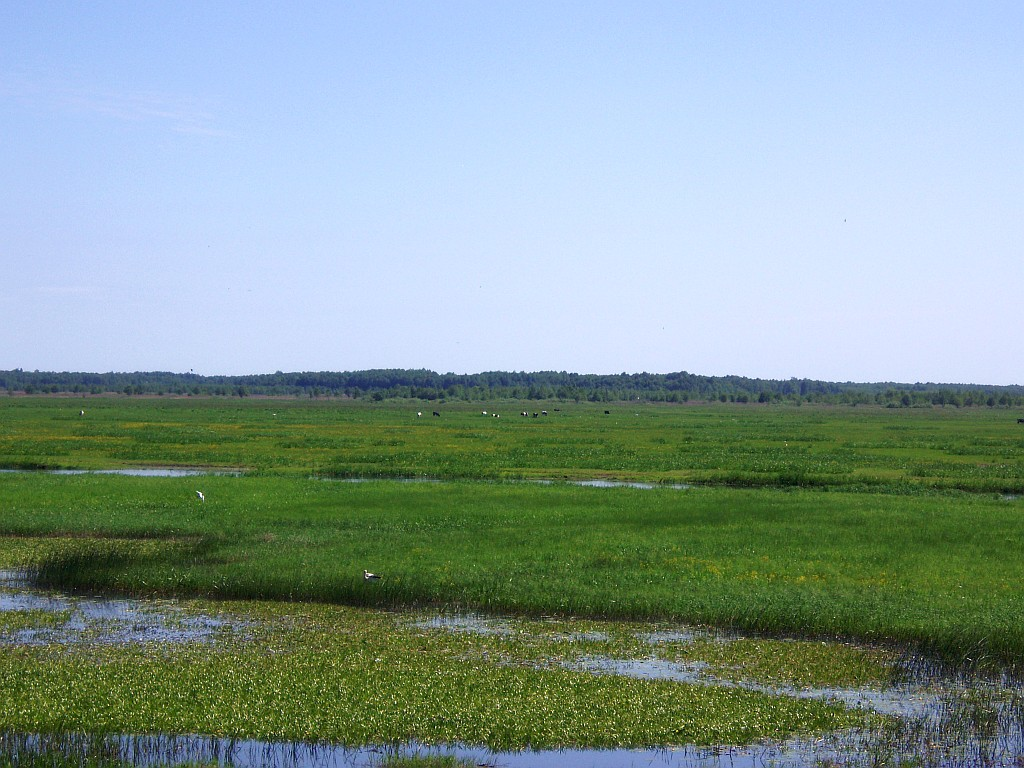
Rozlewiska Biebrzy, basen południowy w okolicy wsi Brzostowo. Dolina Biebrzy (OOS: PLH200008) należy do sieci Natura 2000. Torfowiska niskie i przejściowe, turzycowiska oraz grądziki występujące na tym obszarze stanowią idealne siedliska dla płazów.

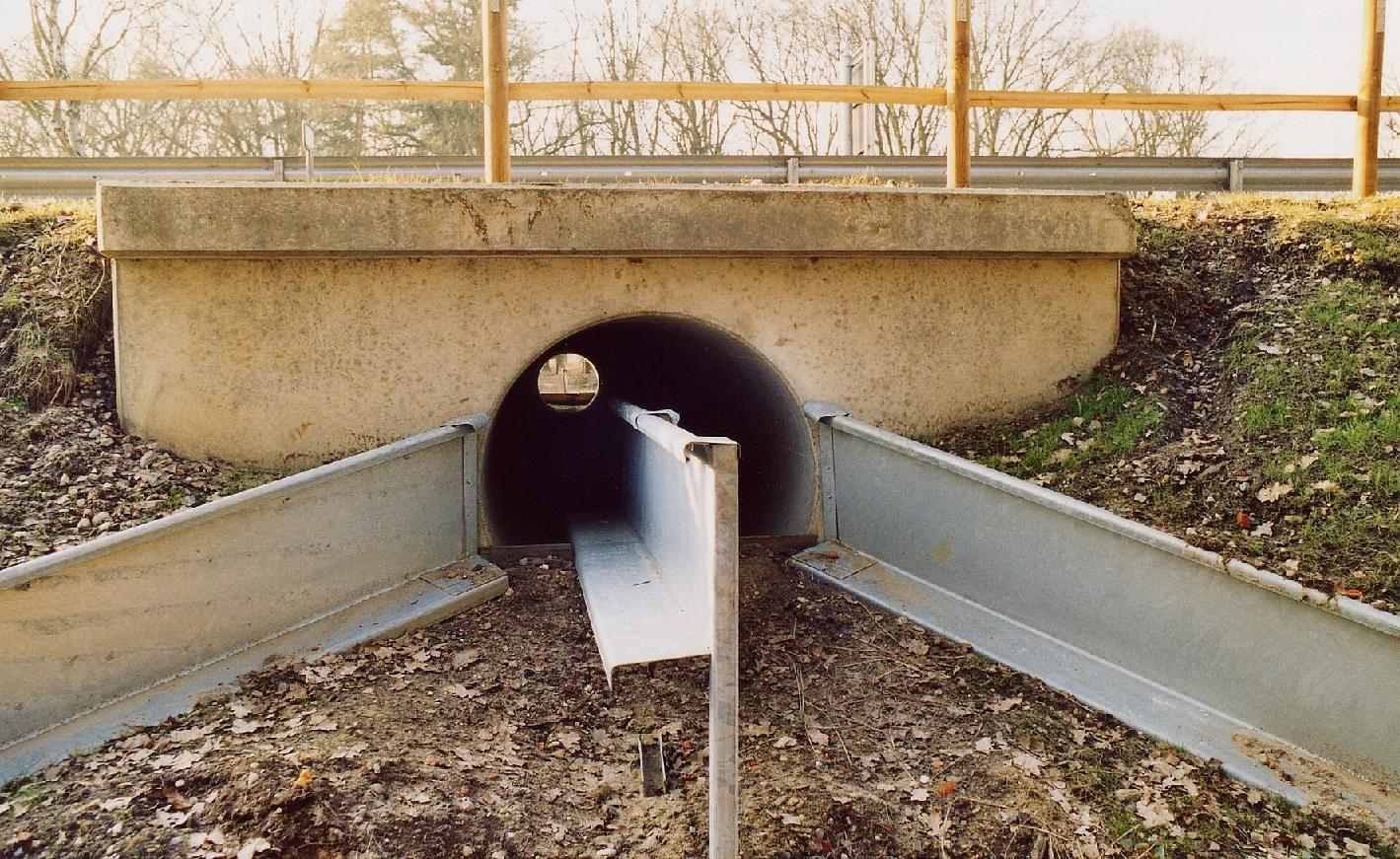
Przepust pod drogą, wybudowany w celu ułatwienia migracji zwierząt, w tym płazów (północne Niemcy, 2003 rok).

- Ochrona gatunkowa. Podstawową formą ochrony płazów pozostaje ochrona gatunkowa gatunków zagrożonych. W Polsce wszystkie gatunki płazów krajowych podlegają ochronie gatunkowej – 10 gatunków jest objętych ścisłą ochrona gatunkową, pozostałe zaś podlegają częściowej ochronie gatunkowej[85], w legislacji Unii Europejskiej podstawę prawną ochrony gatunkowej płazów zapewnia dyrektywa siedliskowa Rady Europy, wymieniająca gatunki o szczególnym znaczeniu dla wspólnoty[93]. Wszystkie gatunki płazów występujące naturalnie w Europie są objęte ochroną gatunkową na podstawie Konwencji berneńskiej (aneks III konwencji, okresowo aktualizowany), w tym 47 gatunków płazów podlega ochronie ścisłej (aneks II konwencji)[83].
- Ochrona i odtwarzanie siedlisk. Sama ochrona gatunkowa nie jest jednak wystarczająca. Ze względu na to, że zanik i degradacja siedlisk jest obecnie uznawany za główny powód wymierania płazów, największy nacisk położony jest na zapobieganie zmniejszania powierzchni i degradacji obszarów wód śródlądowych, obszarów wodno-błotnych (ang.: wetlands) i lasów tropikalnych, a także rekultywacja tych siedlisk, ewentualnie odtwarzanie zdegradowanych siedlisk lub tworzenie siedlisk zastępczych (np. oczek wodnych w ogródkach, w których płazy mogłyby się rozmnażać)[94]. Obszary wodno-błotne o szczególnej wartości na świecie są chronione w ramach konwencji ramsarskiej. Jednak obszary chronione przez konwencję w niewielkim tylko stopniu pokrywają się z obszarami siedlisk kluczowymi dla zachowania najbogatszych zespołów płazów[95]. W krajach Unii Europejskiej kompleksową formę ochrony siedlisk zapewniają Specjalne Obszary Ochrony Siedlisk (SOOS) wchodzące w skład sieci Natura 2000[96] [97]. Lista siedlisk o znaczeniu kluczowym dla wspólnoty i w związku z tym podlegających ochronie obejmuje wiele typów siedlisk wodno-błotnych, będących także ostojami płazów (załącznik I dyrektywy siedliskowej)[98]. W liście gatunków będących przedmiotem zainteresowania Wspólnoty, których występowanie stanowi podstawę do podjęcia czynności w celu ustanowienia SOOS, licznie reprezentowane są płazy (25 gatunków na 138 taksonów kręgowców wyróżnionych w załączniku II dyrektywy siedliskowej)[92]. Podobnej ochronie podlega coraz więcej obszarów o coraz większej powierzchni w pozostałych częściach świata, np. obecnie ok. 20% powierzchni Sri Lanki, jednego z „gorących ognisk” różnorodności gatunkowej płazów, jest objęte ochroną obszarową[99]. Dla ochrony portorykańskiej ropuchy Bufo lemur, która była bliska wyginięcia na wolności, rozpoczęto akcję rekonstrukcji oczek wodnych, w których gatunek ten odbywał lęgi, poddano też ochronie i odpowiednio oznakowano plaże, na których gatunek ten zwykł się rozmnażać[100][101]. W siedliskach pofragmentowanych duże znaczenie dla poprawy kondycji populacji płazów ma ułatwianie płazom przemieszczania się pomiędzy płatami siedliska oraz ochrona migrujących osobników przed przypadkową śmiercią na drogach, np. przez konstruowanie przepustów dla zwierząt pod drogami, ustawianie osłon zapobiegających wkraczaniu płazów na ruchliwe drogi i kierujących je do specjalnie wyznaczonych przejść[102].
- Przeciwdziałanie i zapobieganie antropogenicznym zmianom środowiska. Osobną kategorię działań stanowią te zapobiegające globalnym zmianom (takim jak np. globalne ocieplenie, eutrofizacja siedlisk, dziura ozonowa, zanieczyszczenie środowiska), których efekty, ze względu na globalny zasięg i skalę, wykraczają poza samo tylko negatywne oddziaływanie na płazy[103].
- Ograniczenie i kontrola eksploatacji populacji płazów. Nadmiernej eksploatacji populacji płazów mogłoby zapobiec uszczelnienie systemu kontroli handlu płazami oraz rozwój hodowli płazów na farmach zamiast pozyskiwania ich z natury, połączony z certyfikacją pochodzenia produktów[104]. Zapobieganiu nielegalnemu wywozowi i handlowi gatunkami zagrożonymi, w tym płazami, służy konwencja CITES. Na liście CITES są wyszczególnione, obok gatunków z innych grup systematycznych, m.in. 242 gatunki płazów – handel nimi, surowcami i produktami z nich wytworzonymi jest zabroniony[105][106] .
- Zapobieganie i leczenie chorób płazów. Najpoważniejszą chorobą zagrażającą populacjom płazów na świecie jest chytridiomikoza. Niestety jej wykrywanie jest utrudnione, ponieważ zakażenie przed fazą terminalną przebiega z mało widocznymi objawami – do rozpoznania potrzebne są analizy histopatologiczne i molekularne (PCR, rt-PCR)[107][108]. Wprawdzie istnieją sposoby leczenia chytridiomykozy (kuracja farmakologiczna i cieplna), lecz nie są one możliwe do zastosowania na szeroką skalę[109][110]. Mimo to ochrona czynna w postaci odłowu i leczenia osobników chorych, a następnie wypuszczania ich na wolność jest stosowana jako ostatnia deska ratunku dla wymierających gatunków[111]. Podstawową strategią pozostaje zapobieganie rozprzestrzeniania się infekcji, m.in. poprzez ograniczenie dostępu ludzi do szczególnie cennych siedlisk, ograniczenie wwozu płazów z rejonów, w których stwierdzono epizoocje, oraz kontrola handlu płazami pod kątem nosicielstwa, monitoring infekcji, ustanowienie rejonów kwarantanny, dezynfekcja obuwia i pojazdów (skuteczne są 10% wybielacze na bazie chloru) podczas odwiedzania rejonów szczególnie cennych dla zachowania płazów, stosowanie odpowiednich materiałów budowlanych na terenach cennych dla zachowania płazów (np. stwierdzono, że szutrowe drogi stanowić mogą rezerwuar spor B. dendrobatidis)[112][113].
- Ze względu na to, że w wielu przypadkach nie zostały rozpoznane przyczyny wymierania płazów, wymieranie to postępuje zbyt szybko, by można było mu przeciwdziałać, bądź nie widać szans powodzenia dla zabiegów ochronnych w warunkach naturalnych, ważnym elementem ochrony płazów pozostaje hodowla in situ i hodowla ex situ oraz, w sprzyjających okolicznościach, reintrodukcja gatunków płazów do naturalnego środowiska. Te formy ochrony polegają na odłowie wybranych osobników gatunków szczególnie zagrożonych i ich hodowli oraz rozmnażaniu w niewoli, w ogrodach zoologicznych i ośrodkach hodowlanych lub też w specjalnie przygotowanych, względnie odtworzonych, siedliskach w naturze[114]. Przykładem takiego projektu jest program Amphibian Ark (ang.: Arka płazów), zrzeszający m.in. ogrody zoologiczne i mający na celu utrzymanie przy życiu w warunkach hodowlanych przedstawicieli zagrożonych gatunków płazów, zanim wymrą one w warunkach naturalnych[115]. Hodowla taka, oprócz zapewnienia kontynuacji egzystencji gatunku, ma na celu zwiększenie jego liczebności, tak, aby można było „nadwyżki” osobników, które urodziły się w niewoli, wypuścić w siedliskach naturalnych lub odtworzonych (reintrodukcja), w których usunięto czynniki zagrażające egzystencji płazów. Programy takie są już realizowane dla co najmniej 37 gatunków płazów[114]. Spektakularnym sukcesem okazały się m.in. programy reintrodukcji ropuchy Bufo lemur, u której w jedynej zachowanej w warunkach naturalnych populacji przestały pojawiać się kijanki, czy też ropuszki Alytes muletensis na Majorce, gdzie ze szczątkowej grupy liczącej tylko 76 osobników udało się w ciągu ok. 20 lat starań odtworzyć populacje liczącą ok. 2000 osobników[116] . W roku 2003 w ogrodach zoologicznych na całym świecie przetrzymywano 22583 osobniki płazów, z tego ponad 70% urodziło się w niewoli (dla niektórych rodzin, np. Dendrobatidae, ten odsetek był jeszcze większy i wynosił 92%)[116] .
- Metodą ostatniej szansy jest krioprezerwacja materiału genetycznego i gamet płazów w specjalnych repozytoriach (bankach genów), z myślą o zapewnieniu możliwości odtworzenia gatunków, których nie uda się uchronić przed wymarciem na wolności i w hodowlach (np. projekt Zamrożone zoo ang. Frozen Zoo w San Diego Zoo)[117].

Niezależnie od zabiegów mających na celu bezpośrednią ochronę płazów równie ważna jest akcja edukacyjno-informacyjna, mająca na celu przybliżenie lokalnym społecznościom biologii płazów, ich znaczenia, niebezpieczeństw im zagrażających oraz włączenie tychże społeczności w akcje mające chronić płazy.